# Otto Westphal
Otto Westphal (Berlim, 1 de fevereiro de 1913 — Montreux, 14 de setembro de 2004) foi um químico e imunologista alemão.

## Vida
Filho do físico Wilhelm Westphal, após frequentar a escola na Schule Schloss Salem, estudou química de 1931 a 1932 na Universidade de Freiburg, e depois na Universidade Técnica de Berlim e Universidade de Berlim. Na Universidade de Heidelberg obteve o doutorado sob orientação de Karl Freudenberg. Em seguida foi assistente de Richard Kuhn no Instituto Max Planck de Pesquisas Médicas.
Após a Machtergreifung Westphal foi membro do Partido Nacional Socialista Alemão dos Trabalhadores (NSDAP) e das Schutzstaffel (SS). Durante a Segunda Guerra Mundial foi a partir de 1942 professor na Universidade de Göttingen e trabalhou no Instituto de Bioquímica no projeto da Deutsche Forschungsgemeinschaft (DFG) Blutgruppe (grupo sanguíneo).
Em 1943 habilitou-se na Universidade de Heidelberg com um trabalho sobre derivados de hidrazina. Após algum tempo como professor na Universidade de Göttingen obteve uma oferta em 1946 para construir em Bad Säckingen um instituto da empresa suíça Wander AG (atualmente pertencente à Associated British Foods), conhecida por produzir o Ovomaltine. Em 1952 tornou-se professor extraordinário da Universidade de Freiburg e, depois que o espaço físico e os equipamentos em Bad Säckingen não eram não eram mais suficientes, o Instituto Dr. Wander mudou-se para Freiburg, onde uma nova edificação foi construída.
Em 1958 Westphal recusou um chamado para uma cátedra de bioquímica na Universidade de Tübingen, como sucessor de Adolf Butenandt. Em 1962 o Instituto Dr. Wander em Freiburg passou a pertencer à Sociedade Max Planck e Otto Westphal tornou-se diretor fundador do então criado Instituto Max Planck de Imunobiologia e Epigenética.
Em 1967 Westphal foi membro fundador da Sociedade Alemã de Imunologia e seu presidente de 1967 a 1976.

## Obras
No seu tempo em Freiburg o interesse principal de Westphal eram voltados ao comportamento endotóxico de lipopolissacarídeos. Também de seu interesse conta-se a química e a biologia de polissacarídeos capsulares bacteriais e antígenos somáticos de bactérias Gram-negativas, especialmente salmonelas e escherichia coli, bem como a biologia do tumor, e nestas áreas Westphal contribuiu com pesquisas inovadoras.

## Condecorações e prêmios
- 1961: Admitido na Academia Leopoldina
- 1965: Prêmio Carus da Academia Leopoldina
- 1967: Doutor honoris causa Dr. med. h. c. da Universidade de Giessen
- 1968: Prêmio Paul Ehrlich e Ludwig Darmstaedter